# Lantan
Lantan (latinsko lanthanum) je kemijski element s simbolom La in vrstnim številom 57. Lantan je srebrno bela kovina, ki spada v 3. skupino periodnega sistema elementov in v skupino lantanoidov. V naravi se nahaja v nekaterih redkozemeljskih mineralih, običajno v kombinaciji s cerijem in drugimi redkozemeljskimi elementi. Lantan je kovna, raztezna in mehka kovina, ki na zraku hitro oksidira. Proizvaja se iz mineralov monazita in bastnezita z zapleteno večstopenjsko ekstrakcijo. Lantanove spojine se uporabljajo kot katalizatorji, aditivi za steklo, ogljene elektrode za obločne luči, kresilne kamenčke za vžigalnike, elektronske katode, scintilatorje itd. Lantanov karbonat (La2(CO3)3) je zdravilo proti hiperfosfatemiji.

## Lastnosti

### Fizikalne lastnosti
Lantan je kovna, raztezna in mehka srebrno bela kovina, ki ima pri sobni temperaturi heksagonalno kristalno strukturo. Pri 310 °C preide v ploskovno centrirano kocko, pri 865 °C pa v telesno centrirano kocko. Na zraku hitro oksidira (centimeter debel vzorec bi popolnoma oksidiral v enem letu), zato v elementarnem stanju ni uporaben.
Posamezni atomi lantana se lahko vgradijo v molekulo fulerena. Če se z lantanom inkapsuliranim fulerenom napolnijo ogljikove nanocevke in se nato žarijo, nastanejo v njih nanoverige kovinskega lantana.

### Kemijske lasnosti
Lantan se pojavlja v oksidacijskih stanjih +3 in +2, od katerih je prvo mnogo bolj stabilno. LaH3 je zato bolj stabilen od LaH2. Lantan pri 150 °C zlahka zgori v lantanov(III) oksid:
4La + 3O2 → 2La2O3
V vlažnem zraku se pri sobni temperaturi pretvori v hidratiziran oksid, pri čemer se močno poveča njegov volumen.
Lantan je precej elektropozitiven in počasi reagira s hladno vodo, z vročo vodo pa hitro in tvori lantanov hidroksid:
2La(s) + 6H2O(l) → 2La(OH)3(aq) + 3H2(g)
Kovinski lantan reagira z vsemi halogeni. Reakcija je pri temperaturi preko 200 °C burna:
2La(s) + 3F2(g) → 2LaF3(s)
2La(s) + 3Cl2(g) → 2LaCl3(s)
2La(s) + 3Br2(g) → 2LaBr3(s)
2La(s) + 3I2(g) → 2LaI3(s)
Z lahkoto se raztaplja v razredčeni žveplovi kislini in tvori raztopino, v kateri so La3+ ioni, ki so obstojni kot kompleksi [La(OH2)9]3+:
2La(s) + 3H2SO4(aq) → 2La3+(aq) + 3SO2−4(aq) + 3H2(g)
Pri povišani temperaturi se spaja z dušikom, ogljikom, žveplom, fosforjem, borom, selenom, silicijem in arzenom in tvori binarne spojine.

### Izotopi
Naravni lantan je sestavljen iz stabilnega izotopa 139La (99,91 %) in radioaktivnega izotopa 138La (0,01 %). Razpolovna doba 238La je 1,05·1011 let. Ostali izotopi so proizvedeni umetno. Med njimi je najbolj stabilen 237La z razpolovno dobo 60.000 let. Drugi izotopi imajo razpolovne dobe manjše od 24 ur, večina celo manjše od ene minute. Lantan ima tudi tri meta stanja.
Lantanovi izotopi imajo velik razpon relativnih atomskih mas, in sicer od 117 do 155 g/mol.

## Zgodovina
Ime lantan izvira iz grške besede starogrško λανθάνειν [lanthanein], ki pomeni "skrit". Odkril ga je švedski kemik Carl Gustav Mosander leta 1839, ko je s segrevanjem delno razgradil vzorec cerijevega nitrata in nastalo sol raztopil v razredčeni dušikovi kislini. Lantan v relativno čisti obliki so izolirali leta 1923.

## Nahajališča
Lantan spada v skupino redkozemeljskih elementov, vendar v naravi sploh ni redek. Vsebnost lantana v zemeljski skorji je relativno velika – 32 ppm. Redke zemlje so dobile takšno ime, ker so resnično redke v primerjavi z "navadnimi" zemljami kot sta apnenec CaCO3 ali magnezit MgCO3 in se nahajajo samo na redkih nahajališčih.
Najpomembnejša lantanova minerala sta monazit (Ce, La, Th, Nd, Y)PO4 in bastnezit (Ce, La, Y)CO3F, v katerih je v celotni količini lantanoidov od 25 do 38% lantana. Vsebnost lantana v bastnezitu je na splošno večja kot v monazitu. Bastnezit je bil vse do leta 1949 zelo redek mineral, ki ni bil komercialno zanimiv za pridobivanje lantanoidov, potem pa so odkrili obsežno nahajališče Mountain Pass v Kaliforniji. Kmalu zatem so odkrili tudi druga nahajališča, predvsem v Afriki in na Kitajskem.

## Proizvodnja
Večina lantana se proizvede iz monazita in bastnezita. Zmes mineralov se najprej zdrobi in zmelje. Monazit se lahko zaradi svojih magnetnih lastnosti loči od jalovine z večkratno elektromagnetno separacijo. Obogatena ruda se nato obdela z vročo koncentrirano žveplovo kislino, pri čemer nastane raztopina sulfatov redkih zemelj. Raztopina se prefiltrira in delno nevtralizira z natrijevim hidroksidom do pH 3-4. Pri teh pogojih se iz raztopine obori in odstrani torij. Raztopina se zatem obdela z amonijevim oksalatom, ki redke zemlje pretvori v njihove netopne oksalate. Oksalati se zatem s praženjem pretvorijo v okside. Oksidi se raztopijo v dušikovi kislini, pri čemer se izloči ena od glavnih komponent cerij, katerega oksid v dušikovi kislini ni topen. Lantan se iz raztopine izloči s kristalizacijo kot dvojna sol z amonijevim nitratom, ki je manj topna kot dvojne soli drugih redkih zemelj.
Najbolj učinkovit način ločitve lantanove soli iz raztopine soli redkih zemelj je ionska izmenjava. V tem procesu se njegovi ioni adsorbirajo na ustreznem ionskem izmenjevalcu z zamenjavo z vodikovimi, amonijevimi ali bakrovimi ioni. Ioni redkih zemelj se nato selektivno izpirajo z ustreznimi kompleksirajočimi solmi, na primer z amonijevim citratom ali nitrilotracetatom. Lantan se lahko loči od drugih redkih zemelj tudi z ekstrakcijo s primernimi organskimi topili, na primer s tributil fosfalatom. Trenutno se za ekstrakcijo največ uporablja 2-etilheksil ester 2-etilheksilfosfonske kisline, s katerim je laže ravnati kot z njegovim predhodnikom 2-etilheksil fosfatom.
Kovinski lantan se iz oksida pridobiva s segrevanjem z amonijevim kloridom ali fluoridom in fluorovodikovo kislino pri 300-400 °C, pri čemer nastane njegov klorid ali fluorid:
La2O3 + 6NH4Cl → 2LaCl3 + 6NH3 + 3H2O
Sledi redukcija z alkalijskimi ali zemljoalkalijskimi kovinami v vakuumu ali zaščitni atmosferi argona:
LaCl3 + 3Li → La + 3LiCl
Čisti lantan se lahko proizvede tudi z elektrolizo taline brezvodnega LaCl3 in NaCl ali KCl pri povišani temperaturi.

## Uporaba
Lantan se je prvič komercialno uporabil v mrežicah za plinske svetilke. Carl Auer von Welsbach je v ta namen uporabil zmes 60 % magnezijevega oksida, 20 lantanovega oksida in 20 % itrijevega oksida. Zmes je leta 1885 patentiral pod imenom Actinophor. Mrežice so dajale zelenkasto svetlobo in niso bile preveč uporabne. Njegovo podjetje, ki je leta 1887 ustanovilo tovarno v Atzgersdorfu, je že leta 1889 propadlo.
V sodobnem času imajo lantan in njegove spojine precej široko področje uporabe:
- La(Ni3,6Mn0,4Al0,3Co0,7) je eno od gradiv za anode v nikej-kovinsko hidridnih baterijah. Zaradi visokih stroškov ekstrahiranja drugih lantanoidov se namesto čistega lantana uporablja mischmetal - zlitina z več kot 50 % lantana. Zlitina je medkovinska spojina vrste AB5.[12][13] Nikelj-kovinsko hidridne baterije se vgrajujejo v večino sodobnih hibridnih avtomobilov, zato je poraba lantana zelo velika. V Toyoto Prius je vgrajenih 10–15 kg lantana, tehnologija, ki bi povečala zmogljivost baterij, pa zahteva kar dvakrat večjo količino lantana.[14][15]
- Gobaste zlitine za skladiščenje vodika lahko vsebujejo tudi lantan. V takšne zlitine se lahko v reverzibilnem adsorbcijskem procesu vskladišči do 400 krat večji volumen vodika kot ga imajo same. Ker se med vsakim procesom sprošča toplota, bi lahko takšne zlitine služile tudi v sistemih za sladiščenje energije.[5][16]

- Mischmetal je piroforna zlitina, ki se uporablja za izdelavo kresilnih kamenčkov za vžigalnike, in vsebuje 25-45 % lantana.[5]
- Lantanov oksid (La2O3) in borid (LaB6) se uporabljata v elektronkah za vroče katode, ki močno emitirajo elektrone. Kristali LaB6 se uporabljajo tudi kot viri elektronov v elektronskih mikroskopih in Hallovih motorjih.[17]
- Lantanov fluorid (LaF3) je bistvena komponenta fluoridnega stekla z imenom ZBLAN. Steklo je izredno prepustno za infrardečo svetlobo in se zato uporablja v optičnih komunikacijskih sistemih.[18]
- S cerijem prevlečen lantanov(III) bromid in lantanov(III) klorid sta sodobna anorganska scintilatorja, ki imata velik svetlobni izkoristek, najboljšo energijsko resolucijo in hiter odziv. Sevanje svetlobe je zelo stabilno in precej visoko na širokih temperaturnih območjih, zato sta še posebno uporabna pri visokih temperaturah. Takšni scintilatorji se že uporabljajo komercialno v detektorjih nevtronov ali gama žarkov.[19]
- Okrog 25 % spojin redkih zemelj se porabi za ogljene obločne luči, ki se uporabljajo za razsvetljavo predvsem v filmskih studijih in projektorjih.[5]
- Lantanov(III) oksid (La2O3) izboljša odpornost stekla proti alkalijam in se uporablja za proizvodnjo specialnih optičnih stekel, na primer stekel za absorbcijo infrardeče svetlobe in leč za kamere in teleskope. Stekla imajo namreč visoke lomne količnike in majhno sipanje svetlobe.[5]
- Lantanov(III) oksid se uporablja tudi kot aditiv, ki v tekoči fazi pospeši rast zrn med sintranjem silicijevega nitrida in cirkonijevega diborida.[20]
- Majhne količine lantana se dodajajo jeklom za poboljšanje njihove kovnosti, odpornosti na udarce in vlečnosti. Dodatek lantana k molibdenu zmanjša njegovo trdoto in občutljivost na temperaturne spremembe.[5]
- Majhne količine lantana so v mnogih proizvodih za vzdrževanje plavalnih bazenov, ker odstranjujejo fosfate, s katerimi se hranijo alge.[21]
- Lantanov oksid se kot substitut za radioaktivni torij dodaja volframu, ki se uporablja za elektrode za obločno varjenje.[22][23]
- Lantanove spojine, pa tudi spojine drugih elemetno redkih zemelj (oksidi, kloridi, itd.), so sestavni del raznih katalizatorjev, na primer katalizatorjev za krekiranje nafte.[24]
- Lantan-barijevo radiološko datiranje se uporablja za ocenjevanje starosti kamnin in rud, vendar tehnika ni preveč razširjena.[25]
- Lantanov karbonat (Forsenol, Shire Pharmaceuticals) se uporablja kot zdravilo, ki absorbira viške fosfatov pri hiperfosfatemiji oziroma v zadnjih stadijih bolezni ledvic.[26][27]
- Lantanov fluorid se uporablja v premazih za fosforjeve svetilke. V zmesi z evropijevim fluoridom se uporablja tudi v kristalnih membranah za selektivne elektrode fluorovih ionov.[9]
- Lantan se podobno kot hrenova peroksidaza uporablja v molekularni biologiji kot indikator elektronske gostote.[28]
- LaCl se uporablja v morski akvaristiki za zniževanje fosfatov Po4

## Biološka vloga
Lantan nima nobene znane biološke vloge. Pri zaužitju se ne absorbira, pri injiciranju pa se izloča zelo počasi. Že omenjeni lantanov karbonat s komercialnim imenom Fosrenol® se uporablja kot zdravilo za eliminiranje presežka fosfatov pri boleznih ledvic.
Lantan ima farmakološke učinke na nekatere receptorje in ionske kanale. Posebno učinkovit je za receptorje GAMK (gama-aminomaslena kislina), ki so glavni inhibitorni živčni prenašalci (nevrotransmiterji) v osrednjem živčevju vretenčarjev.

## Strupenost
Lantan je malo do srednje strupen in zahteva skrbno ravnanje. Najnevarnejši je v delovnem okolju zaradi možnosti inhalacije plina, kar lahko povzroči pljučni edem, še posebej ob daljšem izpostavljanju. Povečuje tudi možnost nastanka pljučnega raka, verjetno pa predstavlja nevarnost za jetra zaradi kopičenja. Pri živalih lahko negativno vpliva na razmnoževanje in razvoj ter živčevje.